# La Section Anderson
Pour plus de détails, voir Fiche technique et Distribution.
La Section Anderson est un film documentaire français réalisé par Pierre Schoendoerffer, sorti en 1967. 
Le film a remporté l'Oscar du meilleur film documentaire en 1968.

## Synopsis
Le caméraman de guerre français et vétéran de la guerre d'Indochine Schoendoerffer, déjà célèbre pour son chef-d'œuvre La 317e Section, retourne au Viêt Nam.
Le 1er août 1965, la 1re division de cavalerie aérienne américaine est envoyée au Sud Vietnam. L'année suivante en septembre, Schoendoerffer les rejoint et suit  pendant 6 semaines la progression des 33 GI d'une section commandée par le lieutenant Joseph B. Anderson (en) .

## Fiche technique
- Titre original : La Section Anderson
- Réalisation : Pierre Schoendoerffer
- Scénario : Pierre Schoendoerffer
- Prise du vue : Pierre Schoendoerffer et Dominique Merlin
- Pays d'origine :  France
- Format : Noir et blanc - Mono
- Genre : Documentaire et guerre
- Durée : 65 minutes
- Date de sortie : France, 3 février 1967